# Joël Corminboeuf
Joël Corminboeuf (Fribourg, 16 maart 1964) is een Zwitsers voetbalcoach en voormalig voetballer die speelde als doelman.

## Carrière
Corminboeuf speelde het grootste deel van zijn carrière bij Neuchâtel Xamax, alleen in 1991 speelde hij voor FC Zürich en van 1993 tot 1994 speelde hij voor het Franse RC Strasbourg. Met Neuchâtel Xamax werd hij twee keer landskampioen in 1987 en in 1988.
Corminboeuf maakte zijn debuut voor Zwitserland in 1988, hij speelde tot in 1998 voor zijn land. In totaal speelde hij acht interlands en nam met zijn land deel aan het EK 1996 in Engeland.
Na zijn spelersloopbaan was hij van 2012 tot 2014 keepers trainer van de jeugd van het nationale elftal. Van 2018 tot 2019 was hij trainer bij FC La Chaux-de-Fonds.

## Erelijst
- Neuchâtel Xamax
  - Landskampioen: 1987, 1988